# Francisco Gil (político)
Francisco Gil (Marbella, 21 de diciembre de 1908-Buenos Aires, 5 de febrero de 1989) fue un empresario y político argentino, de origen español, perteneciente al Partido Bloquista de San Juan. Se desempeñó como senador nacional por la provincia de San Juan desde 1983 hasta su fallecimiento.

## Biografía
Nació en 1908 en Marbella (Andalucía, España), emigrando a la Argentina, nacionalizándose en 1927. Se radicó en la provincia de Mendoza, donde fue educado, y, más tarde, en la provincia de San Juan, desempeñándose como empresario.
También se inició en la política, primero de la mano de Carlos Washington Lencinas (en la Unión Cívica Radical Lencinista en Mendoza) y luego, de Federico Cantoni en San Juan, incorporándose a la Unión Cívica Radical Bloquista, que desde 1973 se llamaría Partido Bloquista (PB), del cual fue presidente provisional entre 1981 y 1982. También fue titular de distintas seccionales y delegado partidario.
En 1973, fue elegido a la Cámara de Diputados de la Provincia de San Juan, ocupando el cargo hasta el golpe de Estado del 24 de marzo de 1976. En las elecciones al Senado de 1983, fue elegido senador nacional por San Juan, integrando el bloque del PB junto a Carlos Enrique Gómez Centurión. Fue vocal en las comisiones de Turismo y de Recursos Naturales y Ambiente Humano.
Su mandato en el Senado se extendía hasta 1992, pero falleció en febrero de 1989 a los 80 años. Fue homenajeado por sus pares días después. En la cámara fue sucedido por Eduardo Pósleman para completar el período.